# Бологов, Виталий Игнатьевич
Виталий Игнатьевич Бологов (4 августа 1938 года, посёлок Ак-Мечеть, Черноморский район, Крымская АССР, РСФСР — 29 июня 2003 года, Москва) — советский военачальник, генерал-полковник Вооружённых сил Российской Федерации.

## Биография
Родился 4 августа 1938 года в посёлке Ак-Мечеть Крымской области (ныне — Черноморское Черноморского района Республики Крым). В 1958 году поступил в Ташкентское высшее общевойсковое командное училище. После его окончания служил на командных должностях в Южной группе войск и в Дальневосточном военном округе.
В 1972 году, после окончания Военной академии имени М. В. Фрунзе, был направлен в Северо-Кавказский военный округ. В 1979 году окончил Военную академию Генерального штаба. Продолжал службу в войсках на разных должностях, в том числе на территории Венгрии и ГДР.
С 1986 года — в Генеральном штабе Вооруженных сил СССР. Принимал участие в ликвидации последствий аварии на Чернобыльской АЭС (1986—1987). В 1988—1989 годах проходил службу в Демократической Республике Афганистан, осуществляя мероприятия по подготовке и выводу советских войск.
После распада СССР продолжил службу в Вооружённых Силах Российской Федерации. 14 ноября 1992 года ему было присвоено звание генерал-полковник. За время службы в Генеральном штабе Вооруженных сил занимал должности от первого заместителя начальника управления до начальника Главного организационно-мобилизационного управления — заместителя начальника Генерального штаба Вооружённых сил Российской Федерации (1992—1994 годы).
6 июля 1994 года Бологов вышел в отставку. Умер 29 июня 2003 года после тяжелой и продолжительной болезни. Похоронен на Троекуровском кладбище Москвы.

## Награды
- Орден Красной Звезды
- Орден «За службу Родине в Вооружённых Силах СССР» III степени
- Восемь медалей[1].